# Marvin Stefaniak
Marvin Stefaniak (* 3. Februar 1995 in Hoyerswerda) ist ein deutscher Fußballspieler, der beim FC Erzgebirge Aue unter Vertrag steht.

## Karriere

### Verein
Stefaniak begann beim FC Lausitz Hoyerswerda mit dem Fußballspielen, ehe er sich dem Stadtrivalen Hoyerswerdaer SV Einheit anschloss. Über die Zwischenstation SC Borea Dresden wechselte er im Sommer 2011 zu Dynamo Dresden, wo er in der Folgezeit in den entsprechenden Jugendmannschaften zum Einsatz kam. Dort erhielt Stefaniak im März 2013 einen Profivertrag und wurde fortan, neben seinen Einsätzen in der U-17- und U-19-Mannschaft, in der zweiten Mannschaft eingesetzt.
Sein Pflichtspieldebüt bei der ersten Mannschaft in der 2. Bundesliga absolvierte er am 15. Februar 2014 bei der 2:3-Auswärtsniederlage gegen den FSV Frankfurt, als er in der 84. Spielminute für Adam Sušac eingewechselt wurde. Nach drei weiteren Kurzeinsätzen kam Stefaniak am 4. April desselben Jahres beim 0:0-Unentschieden im Auswärtsspiel gegen Energie Cottbus zu seinem ersten Startelfeinsatz. Am 30. August 2014 erzielte Stefaniak beim 2:0-Auswärtssieg der Dresdner gegen den SV Wehen Wiesbaden sein erstes Pflichtspieltor für Dynamo Dresden. In der Saison 2015/16 stieg Stefaniak mit Dynamo als Drittligameister in die 2. Fußball-Bundesliga auf. In dieser Saison war der Mittelfeldspieler bester Vorbereiter der Liga mit 17 Vorlagen in 34 Spielen. Außerdem erzielte er vier Tore.
Bereits zu Beginn der Saison 2016/17 wurde bekannt, dass Stefaniak sich zum Saisonende dem VfL Wolfsburg anschließen wird. Bis zum Zeitpunkt seiner Wechselbekanntgabe stach er durch sehr gute Leistungen heraus, im Anschluss verflachten seine Auftritte bis zum Ende der Saison, in der er ein Tor und drei Vorlagen beisteuerte. Zur Saison 2017/18 wechselte Stefaniak zum VfL Wolfsburg in die Bundesliga. Nachdem er in der Hinrunde zu keinem Bundesligaeinsatz und lediglich zu drei Einsätzen in der zweiten Mannschaft in der viertklassigen Regionalliga Nord gekommen war, wechselte er am 12. Januar 2018 zurück in die 2. Bundesliga und schloss sich bis zum Saisonende auf Leihbasis dem 1. FC Nürnberg an, mit dem er Vizemeister der 2. Bundesliga 2018 wurde und somit in die Bundesliga aufstieg. Zur Saison 2018/19 kehrte Stefaniak zum VfL Wolfsburg zurück, kam jedoch zu keinem Einsatz in der ersten oder zweiten Mannschaft des Vereins, sondern wurde in vier Testspielen eingesetzt.
Zur Saison 2019/20 wechselte Stefaniak für zwei Jahre auf Leihbasis zum Zweitligisten SpVgg Greuther Fürth. Dort kam er zu 18 Spielen in der 2. Bundesliga, bei denen er ein Tor erzielte, fiel jedoch längere Zeit verletzungsbedingt aus. Am 5. Oktober 2020 einigten sich Fürth und Wolfsburg kurz vor dem Schluss der Sommertransferperiode auf das vorzeitige Ende der Leihe. Stefaniak wurde anschließend bis zum Ende der Saison 2020/21 an seinen ehemaligen Jugendverein Dynamo Dresden verliehen. Dort kam er zu 22 Drittligaeinsätzen und stieg mit dem Verein in die 2. Bundesliga auf.
Zur Saison 2021/22 kehrte Stefaniak zum VfL Wolfsburg zurück. Dort wurde er jedoch auch unter den Cheftrainern Mark van Bommel und Florian Kohfeldt nicht Teil des Kaders der Erstligamannschaft. Der Verein hatte ihm bereits in der Saisonvorbereitung mitgeteilt, dass er nicht mehr mit ihm plane. Im Januar 2022 löste er schließlich seinen Vertrag auf und wechselte zu den Würzburger Kickers in die 3. Liga. Dort absolvierte er bis zum Saisonende 14 Ligaspiele, doch den Abstieg in die Viertklassigkeit konnte auch er nicht verhindern. Stefaniak blieb jedoch in der 3. Liga und wechselte zur Saison 2022/23 zum FC Erzgebirge Aue. Er unterschrieb beim Absteiger einen Einjahresvertrag mit Option auf eine weitere Spielzeit.

### Nationalmannschaft
2011 wurde Stefaniak vom damaligen U17-Bundestrainer Stefan Böger für zwei Freundschaftsspiele nominiert. Sein Debüt gab er am 12. November 2011 beim 3:1-Sieg gegen Aserbaidschan. Dabei wurde er in der 65. Minute eingewechselt. Im zweiten Spiel gegen diese Mannschaft erzielte er beim 4:0-Sieg zwei Tore.
Am 4. Oktober 2014 wurde Stefaniak von Frank Wormuth erneut für eine Jugendnationalmannschaft, die U20, für ein Vier-Nationen-Turnier nominiert. Dabei absolvierte er am 11. Oktober 2014 beim 1:0-Sieg gegen die U20-Mannschaft der Türkei sein Debüt. Im Mai 2015 wurde er in den deutschen Kader für die U20-WM in Neuseeland berufen. 2016 absolvierte er dann noch eine Partie für die U-21-Auswahl.

## Erfolge
1. FC Nürnberg
- Aufstieg in die Bundesliga als Vizemeister der 2. Bundesliga: 2018

Dynamo Dresden
- Aufstieg in die 2. Bundesliga als Meister der 3. Liga: 2016 und 2021

## Privates
Stefaniak ist verheiratet und hat eine Tochter und einen Sohn.